# スパインチーク・アネモネフィッシュ
スパインチーク・アネモネフィッシュ（学名：Premnas biaculeatus）は、スズメダイ科に分類される海水魚の一種。マルーン・クラウンフィッシュとも呼ばれる。インドネシア西部から台湾、グレートバリアリーフまでのインド太平洋に分布する。約17cmまで成長する。他のクマノミと同様に、イソギンチャクと相利共生しており、触手による影響を受けない。順位制を持ち、雌が最も大きく、雄は小さい個体ほど順位が低い。唯一の繁殖雌が死ぬと繁殖雄が雌に変わり、最大の非繁殖雌が繁殖雄になる。

## 分類
本種は Premnas 属の唯一の種 (単型) である。クマノミ類は歴史的に形態学的特徴と体色で区別されてきたが、その後は頭部の鱗や歯の形などで区別されるようになった。本種の頬にある棘により、クマノミ属とは別の属として考えられている。本種は単型分類群だと考えられてきたが、系統的にはクラウンアネモネフィッシュや Amphiprion latezonatus に近縁である。別の系統解析においてもカクレクマノミと近縁であることが示されている。これにより、Premnas 属はクマノミ属に含まれると考えられる。
スマトラ島の個体群は別種の可能性がある。しかし別種と証明する為には形態学的な違いだけでなく、遺伝的データが必要である。
2021年に行われたスズメダイ科の系統解析によると、本種はクマノミ属に含まれる。

## 説明
頬にある棘が特徴。体色や模様は性別や地域によって異なる。英名である「Maroon (栗色)」の体色を持つのは一部の雌だけで、暗褐色のものもいる。幼魚と雄は赤みがかった明るいオレンジ色。体には3本のバンドが入り、色は白、灰色、黄色など様々。バンドの色を瞬時に変える場合もある。成長した雌はバンドが殆ど消失する。雌は雄よりも大きく、最大17 cmまで成長するのに対し、雄は6 - 7 cm程度である。

### 体色変異
地域変異は少なくとも3つある。
中央マレー諸島
北スラウェシ州からコモド島までのマレー諸島中央部では、雌は頭部のバンドがくすんだ黄色で、体のバンドは灰色。雄と幼魚は赤みがかった明るいオレンジ色で、バンドは白い。

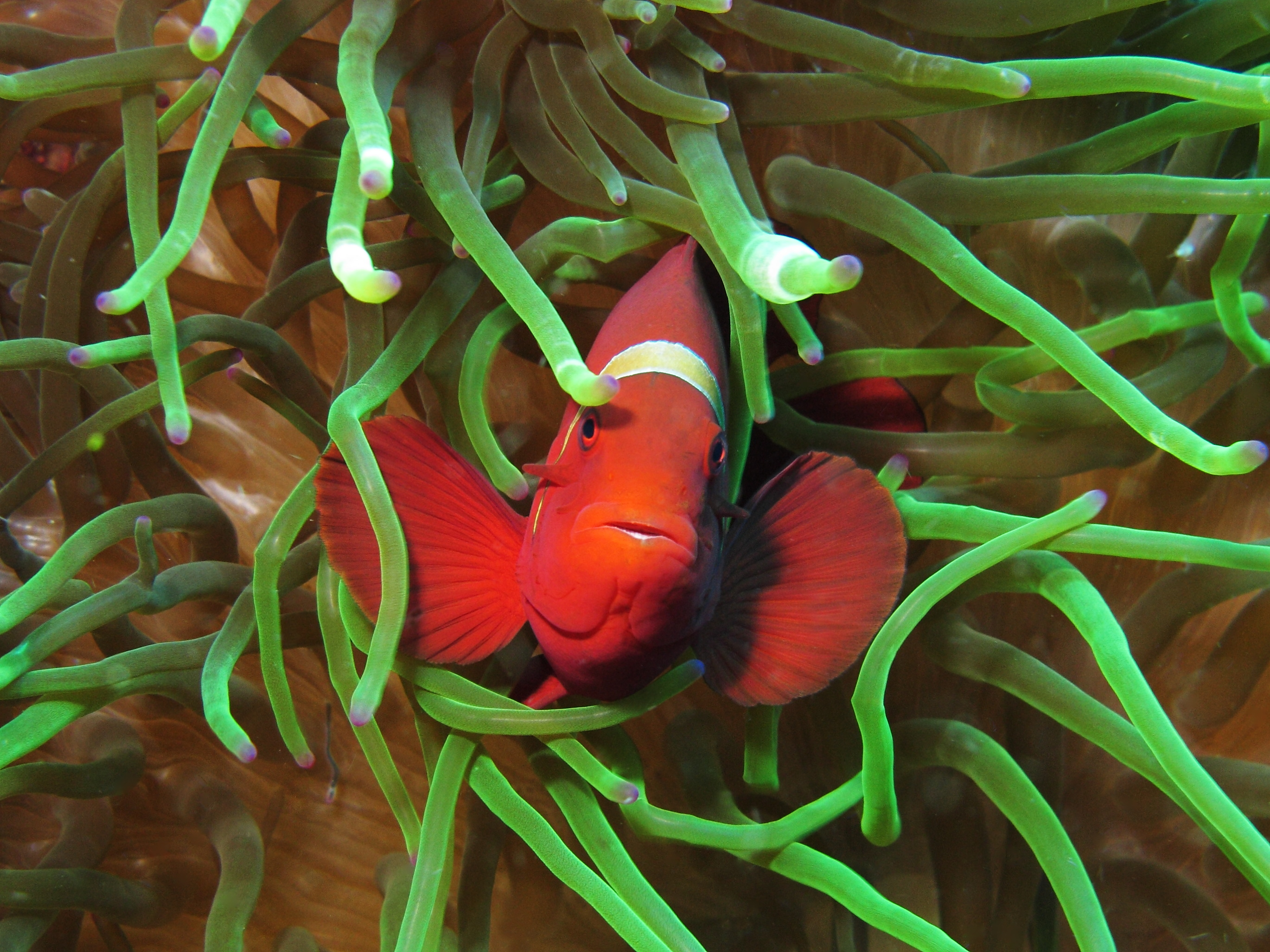
コモド島付近の雌。頭部のバンドはくすんだ黄色で、頬に棘がある
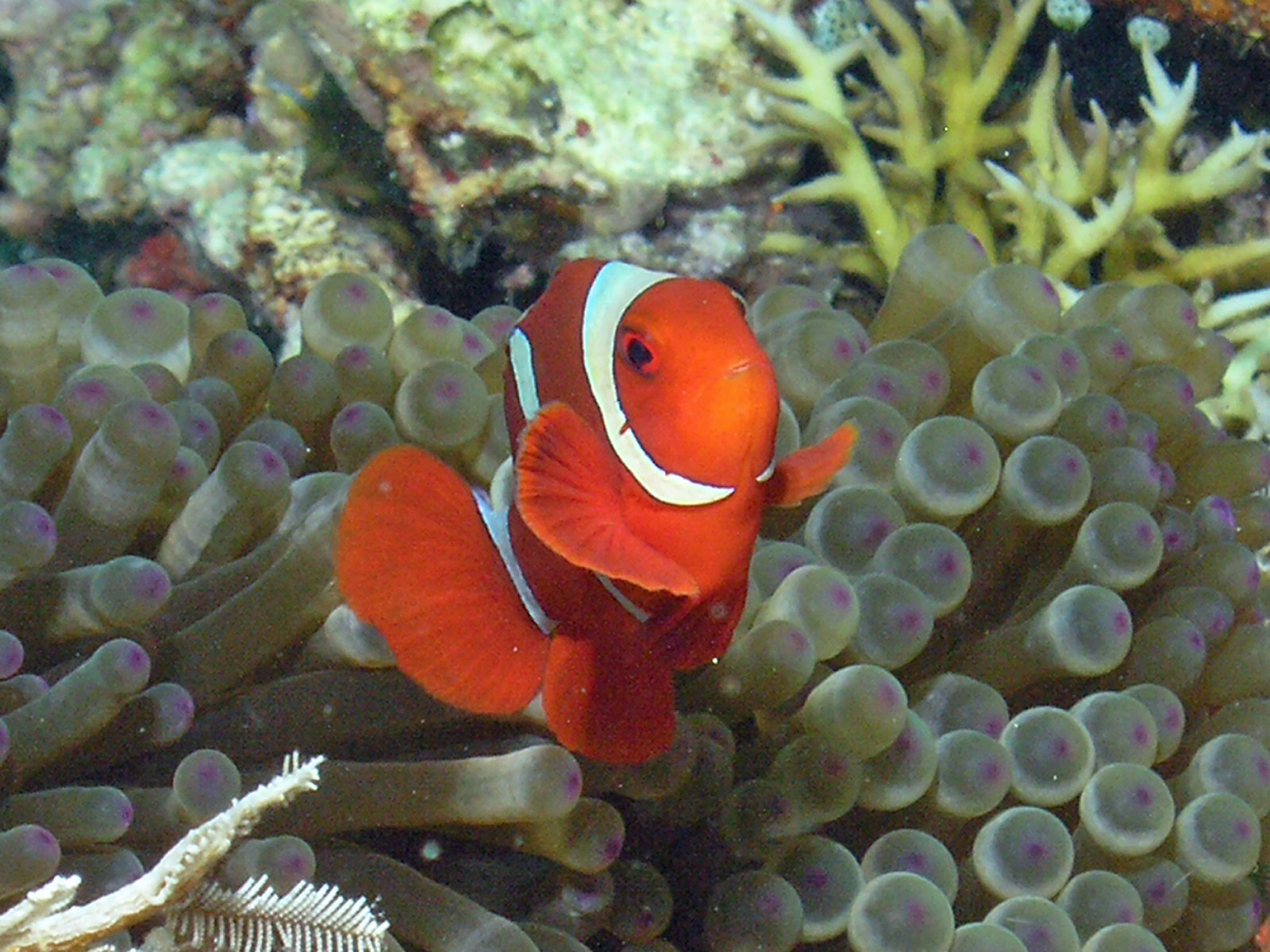
北スラウェシ州ブナケン島の雄。体は赤みがかった明るいオレンジ色で、バンドは白い
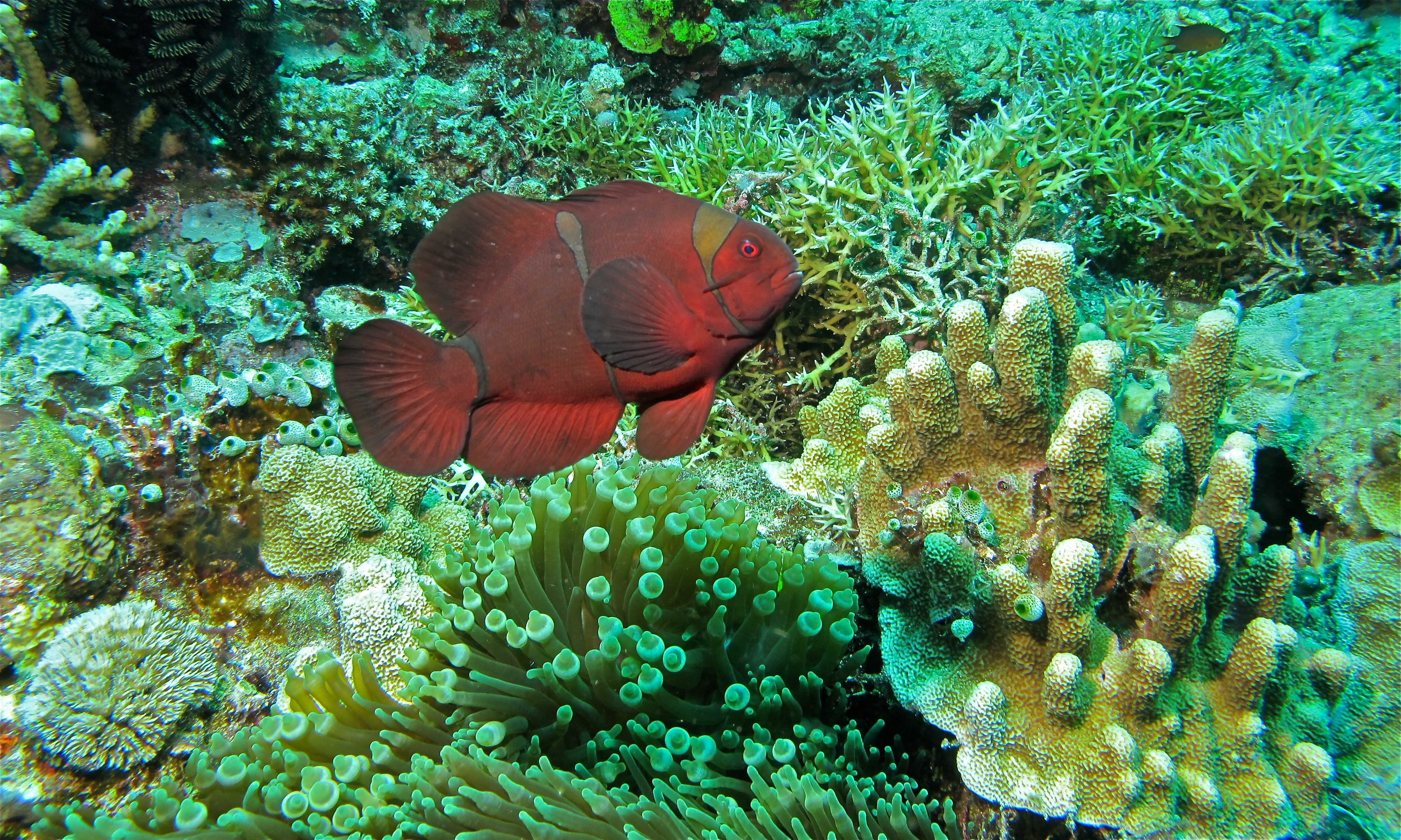
ブナケン島の雌。頭部のバンドはくすんだ黄色で、体のバンドは灰色
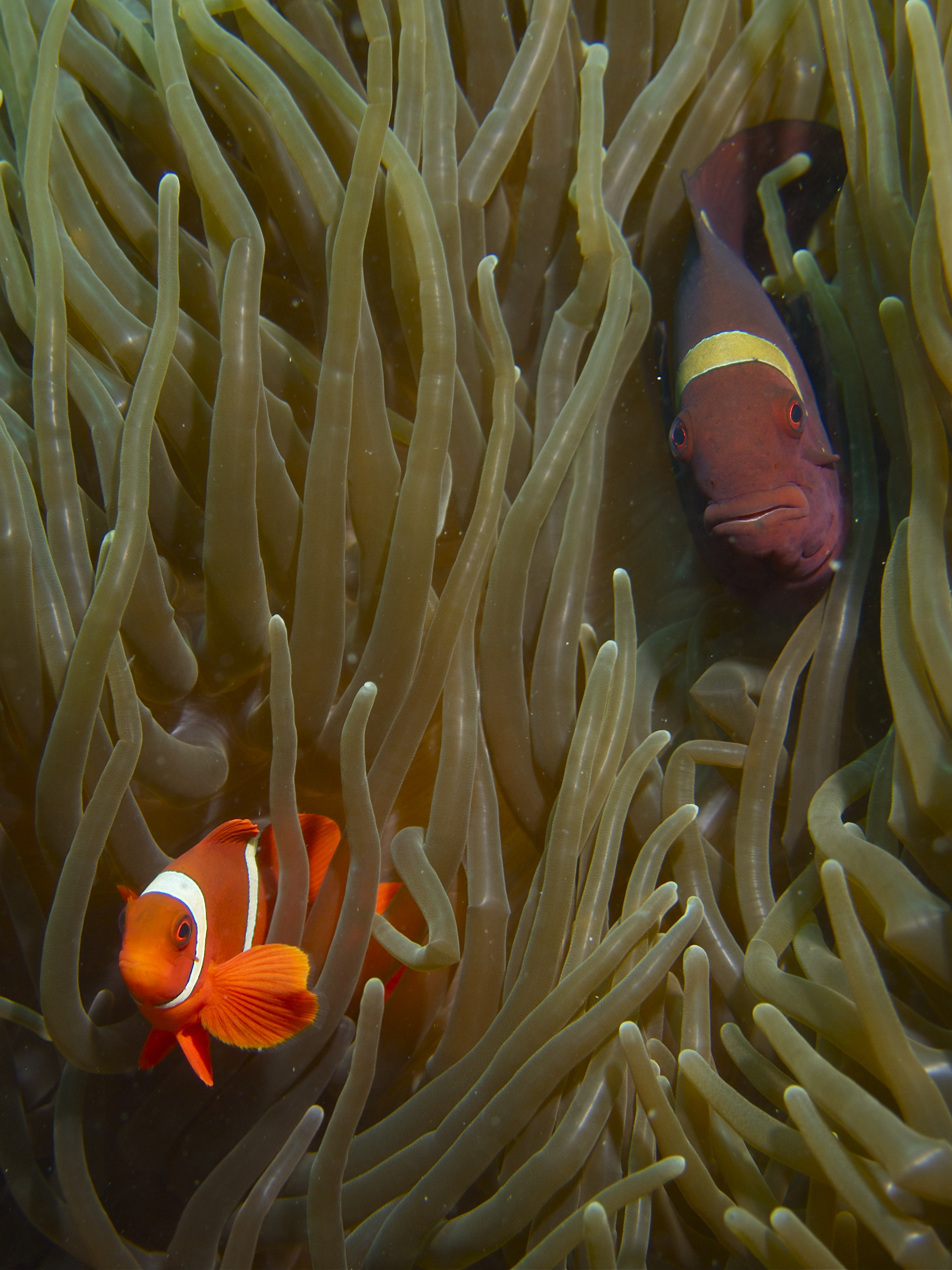
アポ島の雌雄。雌の方が大型

東ティモールからオーストラリアまで
東ティモールからニューギニア、オーストラリアにかけての地域では、雌のバンドは白色か灰色。雄と幼魚は中央マレー諸島と同じ。

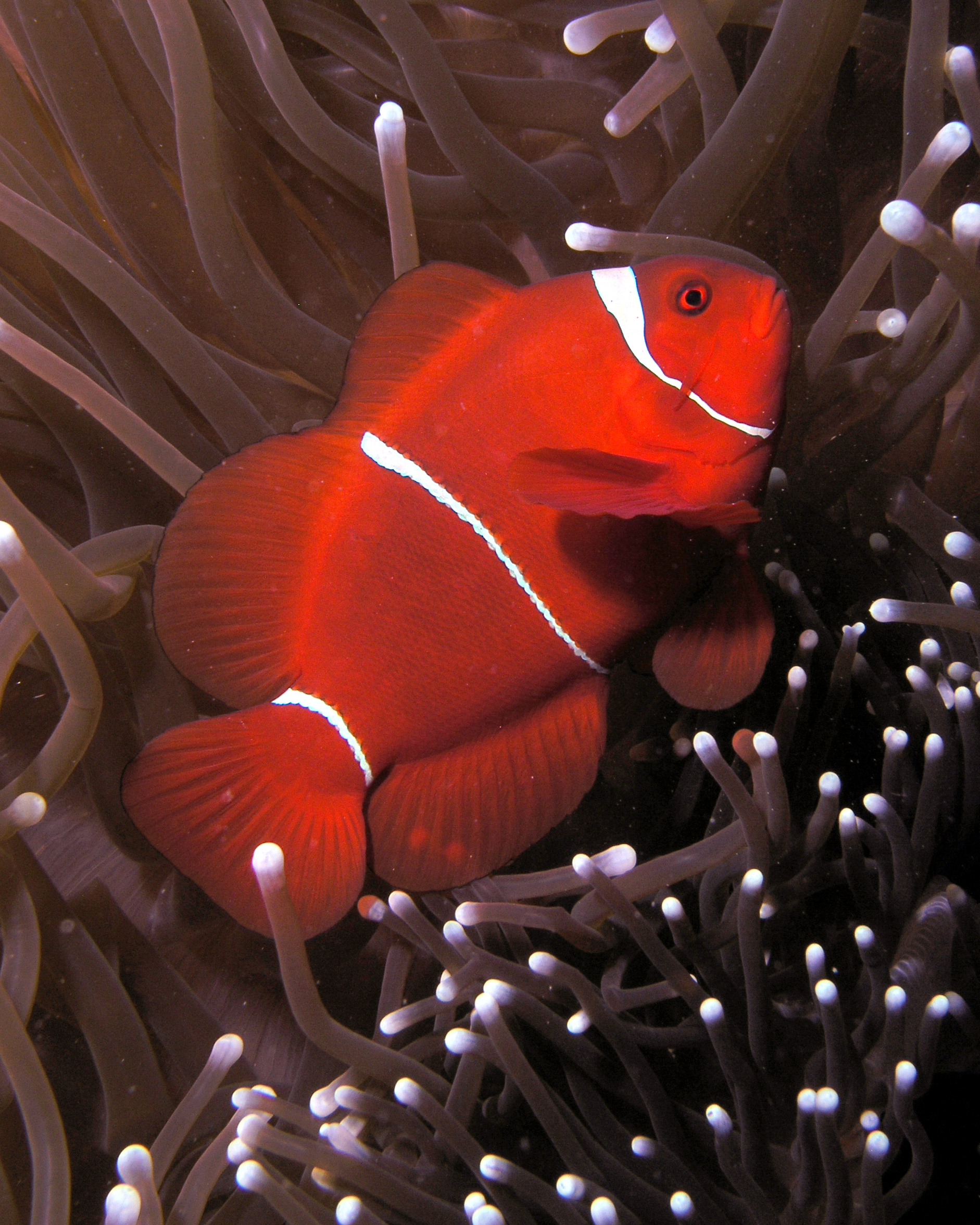
東ティモールの雌。体は小豆色で、バンドは白く細い
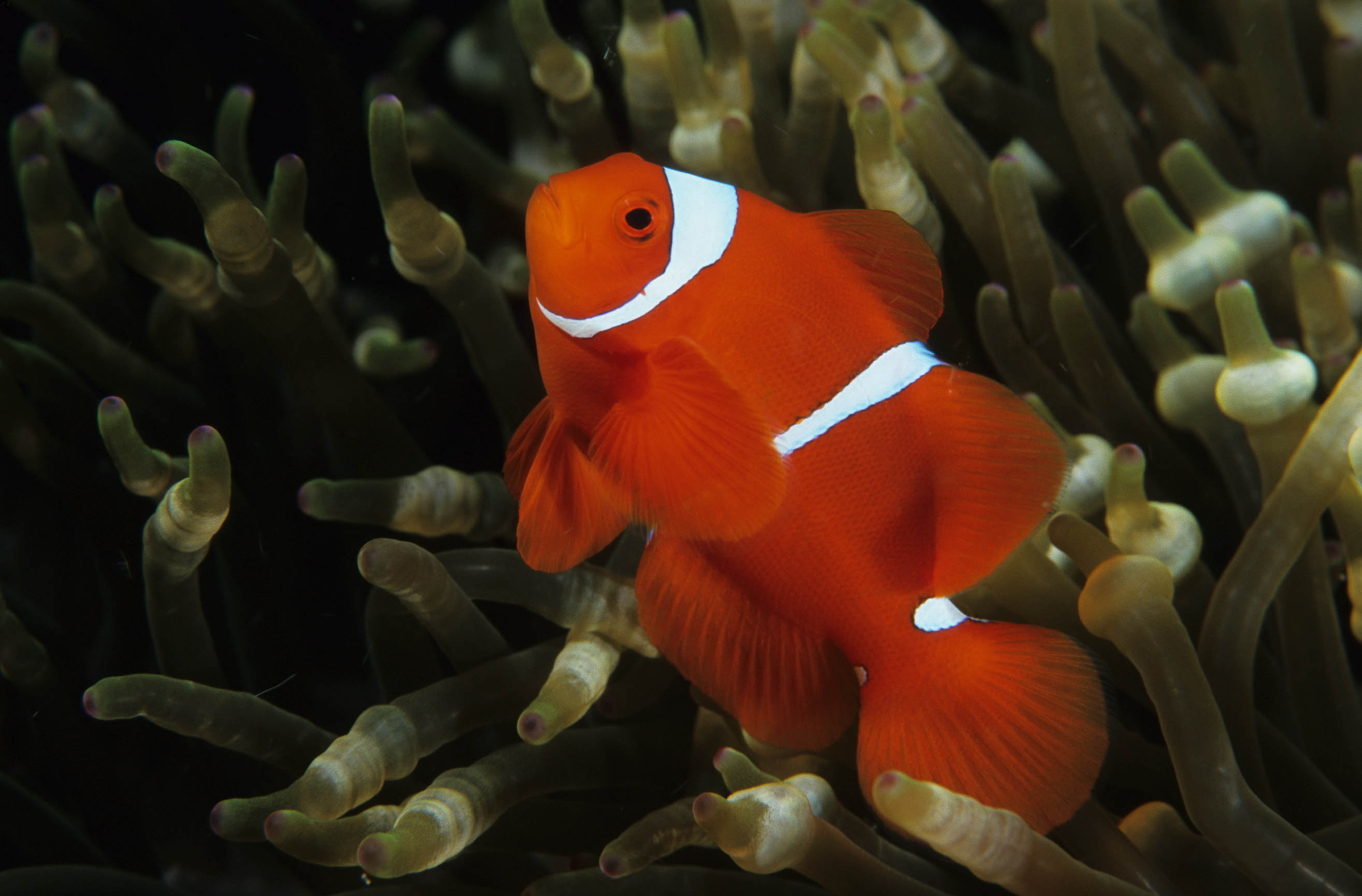
東ニューブリテン州の雄。北スラウェシと体色は同様

スマトラ島
スマトラ島、アンダマン諸島、ニコバル諸島では、雌雄共にバンドが黄色である。

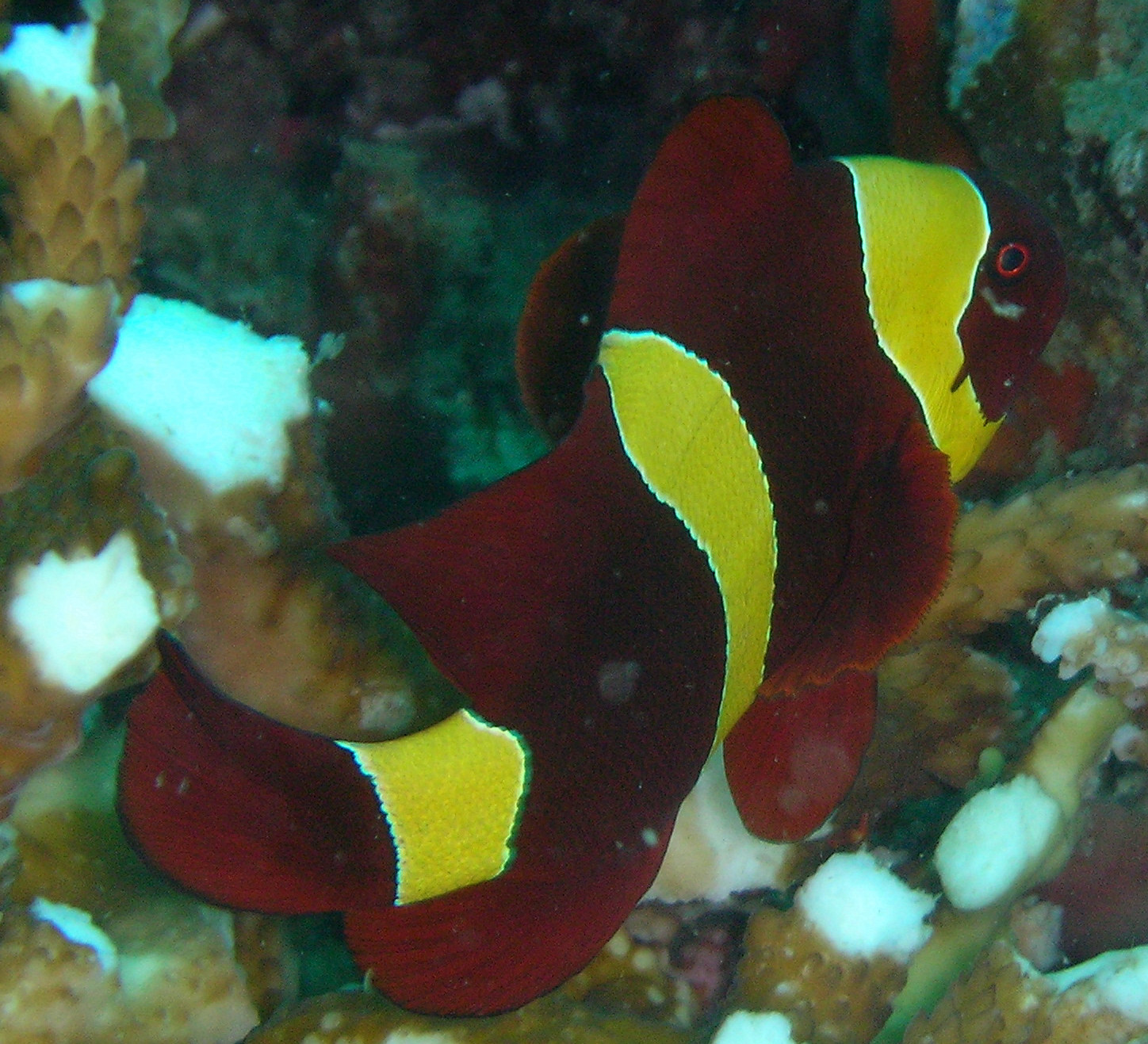
アンダマン諸島の雌。バンドは黄色
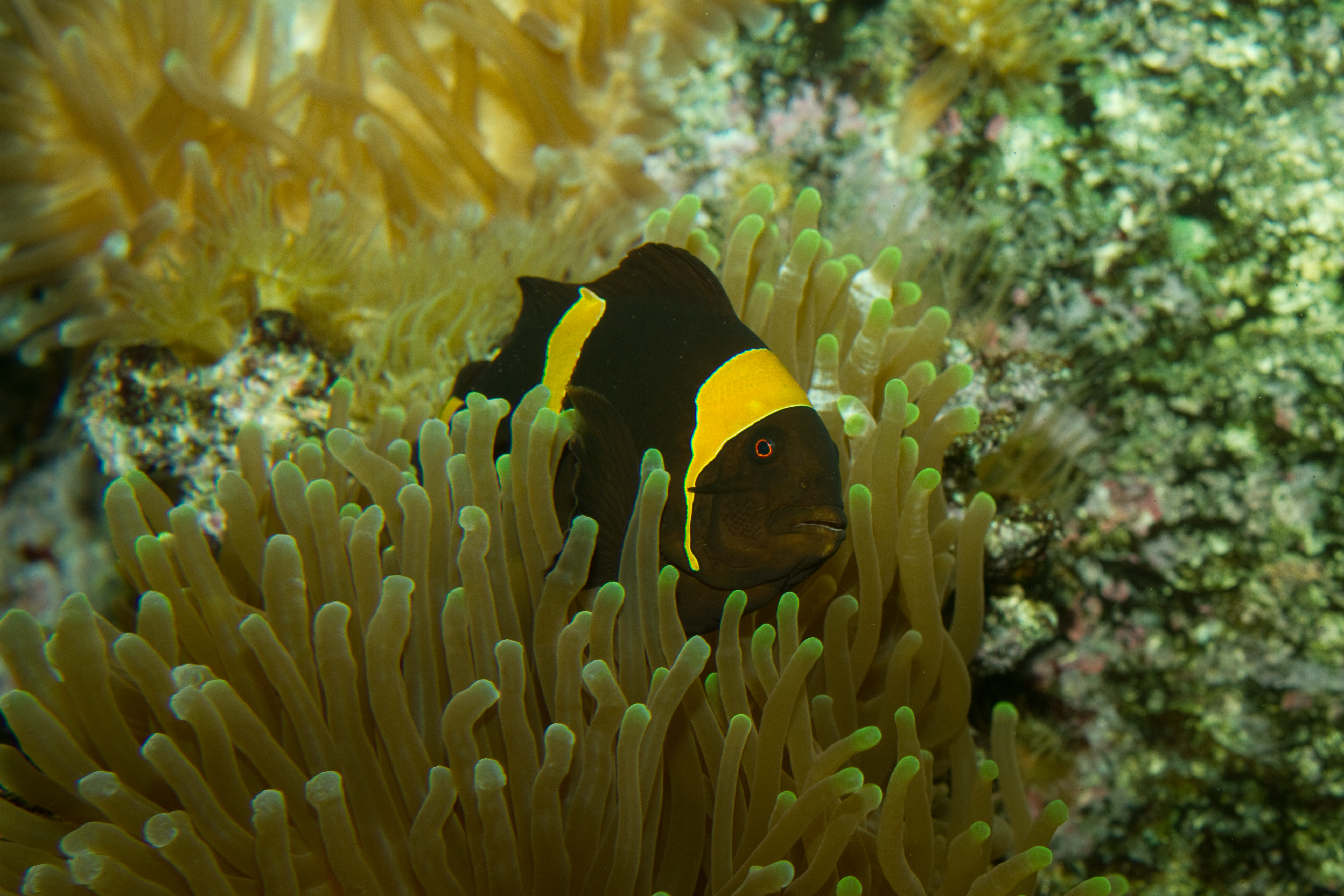
雌。体は茶色である

## 分布と生態
主に東南アジアの島々に分布する。ラグーンやサンゴ礁の外側に生息する。動物プランクトンや藻類を捕食する。主にサンゴイソギンチャク、タマイタダキイソギンチャク、ウスカワイソギンチャクと共生している。縄張り意識はとても高い。サンゴイソギンチャクは多くの種類のクマノミが共生しており、縄張り意識の高さはこのことに由来する可能性がある。本種はサンゴイソギンチャクと共生する傾向が非常に高いが、縄張り意識の高さとの関係は不明。卵は岩などに産み付けられ、親が鰭を使い卵に空気を送る。

## 人との関わり
アクアリウムで飼育され、飼育下繁殖の例もある。大型で縄張り意識も強いため、混泳には注意が必要である。ポートモレスビー付近で捕獲された変異個体を改良し、「ライトニング」と呼ばれる網目模様の品種が作り出されている。カクレクマノミとの交雑個体も生み出されており、形態はカクレクマノミに似るが、より大型で攻撃性が高い。